# Instituto de Geografía Aplicada (Universidad Nacional de San Juan)
El Instituto de Geografía Aplicada (IGA) de la Facultad de Filosofía Humanidades y Artes de la Universidad Nacional de San Juan, ubicado en la ciudad de San Juan, Argentina, es una institución integrada por profesionales, cuyo campo de acción está relacionado con la Geografía.
Su dirección es calle Mitre 317 oeste casi calle Catamarca. Cp 5400
Objetivos generales:
- Investigación y desarrollo de conocimiento científico vinculado a hechos espaciales (espacio geográfico).
- Producción de material didáctico vinculado a la Geografía.

## Programas y proyectos de investigación
- Carta del Medio Ambiente y su Dinámica
- Cuencas hidrográficas
- Geografía Médica
- Geografía de los Riesgos
- Climatología
- Ordenamiento territorial

## Investigaciones publicadas
RUIZ, María del C. y otros. Carta del Medio Ambiente y su Dinámica para el Gran San Juan. Departamento de Santa Lucía. Instituto de Geografía Aplicada-FFHA- UNSJ. Municipalidad de Santa Lucía. San Juan..
LOPEZ, M.I. y otros. Santa Lucía. Pasado y Presente. Instituto de Geografía Aplicada-FFHA-UNSJ y Municipalidad de Santa Lucía. San Juan.
POBLETE, Arnobio G. Análisis de la marcha interanual e Intraestacional de las temperaturas mínimas diarias en Pocito. Boletín de Geografía 1 (pág.3-10) Instituto de Geografía Aplicada, Departamento de Geografía, FFHA-UNSJ. San Juan (Argentina).
LOPEZ, María.Inés, JOFRE, Carmen, SANCHEZ, Sandra. La Industria Urbana en el Gran San Juan. Boletín de Geografía 1 (pág.11-19) Instituto de Geografía Aplicada, Departamento de Geografía, FFHA-UNSJ. San Juan (Argentina).
ANEAS, Susana D. Temáticas Geográficas en la época Posmoderna. Boletín de Geografía 1 (pág.20-23) Instituto de Geografía Aplicada- Departamento de Geografía, FFHA, UNSJ. San Juan (Argentina).
MIKKAN, Raúl, ULIARTE. Geomorfología del Área de la Reserva de San Guillermo. San Juan. Argentina. Boletín de Geografía 1 (pág.24-30) Instituto de Geografía Aplicada, Departamento de Geografía, FFHA, UNSJ. San Juan (Argentina).
PICKENHAYN, Jorge A. La Geografía y los planteos transdisciplinarios. Boletín de Geografía 1 (pág.3-10) Instituto de Geografía Aplicada, Departamento de Geografía, FFHA, UNSJ. San Juan.
POBLETE, Arnobio G, MINETTI, J.L. Los Mesoclimas de San Juan» Instituto de Geografía Aplicada. FFHA, UNSJ. San Juan (Argentina).
POBLETE, Arnobio G., SANCHEZ, G. Análisis espacio temporal de la situación climática asociada a la mayor temperatura máxima absoluta del período 1900- 1997 en el Valle de Tulum. Boletín de Geografía 1 (pág.3-10) Instituto de Geografía Aplicada, Departamento de Geografía, FFHA, UNSJ. San Juan.
MIKKAN, Raúl. Modelado glaciar y periglaciar en el Valle del Río Macho Muerto. Reserva de San Guillermo. San Juan». Boletín de Geografía 1 (pág.11-15) Instituto de Geografía Aplicad, Departamento de Geografía, FFHA-UNSJ. San Juan.
LOPEZ, María Inés, JOFRE, Carmen, SANCHEZ, Sandra. Evaluación de un proyecto de Inversión en Infraestructura Hidroenergética con fuerte impacto territorial en el Oasis de Tulum. Boletín de Geografía 1 (pág16-27), Instituto de Geografía Aplicada, Departamento de Geografía, FFHA, UNSJ. San Juan (Argentina).
FANCHIN, Ana., SANCHEZ, Patricia (1999). Mortalidad y Política Sanitaria en la Ciudad de San Juan 1880-1910. Boletín de Geografía 1 (pág28-34) Instituto de Geografía Aplicada, Departamento de Geografía, FFHA, UNSJ. San Juan (Argentina).
PICKENHAYN, Jorge A. Geografía de Salud en el Norte de San Juan. Boletín de Geografía 1 (pág.35-41) Instituto de Geografía Aplicada, Departamento de Geografía, FFHA, UNSJ. San Juan (Argentina).
ANEAS, Susana D. (1999). La Relación Hombre-Medio: Evolución del tema en Geografía. Boletín de Geografía 1 (pág.42-49) Instituto de Geografía Aplicada, Departamento de Geografía, FFHA, UNSJ. San Juan (Argentina).
RUIZ, M.del C., GONZALEZ M., M.C. Carta del Medio Ambiente y su Dinámica en el Departamento Chimbas. Instituto de Geografía Aplicada, FFHA, UNSJ. San Juan (Argentina).
JOFRE, Carmen. La Administración de la Ciudad de San Juan. Revista de Geografía 3 (pág.3 -11) Instituto de Geografía Aplicada, Departamento de Geografía, FFHA, UNSJ. San Juan (Argentina).
- Datos: Q5918213